# لایسول
لایسول (انگلیسی: Lysol) شرکت لوازم بهداشتی آمریکایی است، که در سال ۱۸۸۹ تأسیس شد.